# Пески (Петушинский район)
Пески — деревня в Петушинском районе Владимирской области России, входит в состав Пекшинского сельского поселения.

## География
Деревня расположена на берегу речки Воскресенка в 16 км на северо-восток от центра поселения деревни Пекша и в 32 км на северо-восток от райцентра города Петушки.

## История
В конце XIX — начале XX века деревня входила в состав Воронцовской волости Покровского уезда, с 1924 года — в составе Болдинской волости Владимирского уезда. В 1859 году в деревне числилось 7 дворов, в 1905 году — 15 дворов, в 1926 году — 9 дворов.
С 1929 года деревня входила в состав Волковского сельсовета Собинского района, с 1940 года — в составе Ларионовского сельсовета, с 1945 года — в составе Петушинского района, с 2005 года — в составе Пекшинского сельского поселения.

## Население
| 1859 | 1905 | 1926 |
| ---- | ---- | ---- |
| 68   | 76   | 38   |

| 1859 | 1905 | 1926 | 2002 | 2010 | 2021 |
| ---- | ---- | ---- | ---- | ---- | ---- |
| 68   | ↗76  | ↘38  | ↘0   | →0   | ↗2   |